# تل علاق
تل علاق هو موقع أثري على بعد 9 كم غرب بعلبك في محافظة بعلبك الهرمل. يعود تاريخه على الأقل إلى العصر البرونزي المبكر.

## طالع
تل شمسين